# ロウドニツェ・ナド・ラベム - ズロニツェ線
ロウドニツェ・ナド・ラベム～ズロニツェ線（チェコ語;Železniční trať Roudnice nad Labem – Zlonice）は、チェコ国鉄の鉄道線の名称である。路線番号は095。
1882年、プラハ・ドゥフツォフ鉄道の路線としてズロニツェ～クメチニェヴェス間が開業した。その後、帝立王立国有鉄道に移管され、1900年にクメチニェヴェス - ストラシコフ間、1907年にストラシコフ - ヴラニャニ間が開業した。
ヴラニャニ - ストラシコフ間はヴラニャニ - リボホヴィツェ線に所属しているが、095の路線番号が割り当てられているので、便宜上本頁ではこちらについても記載する。一方、ロウドニツェ - ストラシコフ間についての詳細は、096号線の頁にて記載する。

## 運行形態
全て各駅停車。運転系統はストラシコフを境に分かれている。ロウドニツェ - ストラシコフ間については096号線の項目を参照。

### ヴラニャニ～ストラシコフ間
平日は一日6往復、ヴラニャニ～ストラシコフ間の運行。この他、ヴラニャニ～ホルニー・ベルジコヴィツェ間の便が一日9.5往復加わる。休日は一日3往復、ヴラニャニ～ストラシコフ～ブルジーザ村間の運行で、4時間間隔のパターンダイヤとなっている。平日・休日とも、ヴラニャニで090号線との接続が考慮されている。また休日は、ストラシコフで096号線と接続する。
2019年以前は、平日一日8往復（＋ベルジコヴィツェ以北の区間便4往復）の運行であった。

### ストラシコフ～ズロニツェ間
- ストラシコフ - ズロニツェ - スラニー　【春・夏の土曜・休日運行】
季節限定で、一日3往復の運行。うち2往復が110号線のスラニーまで直通する。
2020年以前は、通年平日のみ、一日2往復運行していた。

### 臨時列車
- スヴァティー・イルジー号 (快速) 
蒸気機関車。年1日のみ、ブラニーク - プラハ - ストラシコフ - ズロニツェ間に1往復運行する。ヴラニャニ以東は090号線に直通する。095号線内は、ストラシコフ、ツチニェヴェスに停車する。

## 駅一覧
以下では、チェコ国鉄095号線の駅と営業キロ、停車列車、接続路線などを一覧表で示す。なお、全て各駅停車である。なお、ロウドニツェ - ストラシコフ間については096号線の項目を参照。
| 路線名 | 駅名                               | 駅間営業キロ | 累計営業キロ            | 累計営業キロ       | 接続路線                                                      | 所在地         | 所在地               |
| ------ | ---------------------------------- | ------------ | ----------------------- | ------------------ | ------------------------------------------------------------- | -------------- | -------------------- |
| 095    | ヴラニャニ駅                       | -            | リボホヴィツェから 37.5 | ヴラニャニから 0.0 | 090号線（ウースチー方面、プラハ方面） 094号線（ルジェツ方面） | 中央ボヘミア州 | ムニェルニーク郡     |
| 095    | ホルニー・ベルジコヴィツェ駅       | 3.6          | 33.9                    | 3.6                |                                                               | 中央ボヘミア州 | リトムニェルジツェ郡 |
| 095    | コストムラティ・ポド・ルジーペム駅 | 4.0          | 29.9                    | 7.6                |                                                               | 中央ボヘミア州 | リトムニェルジツェ郡 |
| 095    | ツチニェヴェス駅                   | 1.9          | 28.0                    | 9.5                |                                                               | 中央ボヘミア州 | リトムニェルジツェ郡 |
| 095    | ムネチェシ駅                       | 3.4          | 24.6                    | 12.9               |                                                               | 中央ボヘミア州 | リトムニェルジツェ郡 |
| 095    | ストラシコフ駅                     | 2.4          | ロウドニツェから 14.5   | 15.3               | 096号線（ロウドニツェ方面、ブルジーザ村方面）                 | 中央ボヘミア州 | リトムニェルジツェ郡 |
| 095    | ブルジーザ駅（休止中）             |              | (16.2)                  | (16.2)             |                                                               | 中央ボヘミア州 | リトムニェルジツェ郡 |
| 095    | ロウツカー駅                       | 4.3          | 18.8                    | 19.6               |                                                               | 中央ボヘミア州 | クラドノ郡           |
| 095    | チェルヌツ駅                       | 2.7          | 21.5                    | 22.3               |                                                               | 中央ボヘミア州 | クラドノ郡           |
| 095    | クメチニェヴェス駅                 | 3.4          | 24.9                    | 25.7               |                                                               | 中央ボヘミア州 | クラドノ郡           |
| 095    | トマーニ駅                         | 4.3          | 29.2                    | 30.0               |                                                               | 中央ボヘミア州 | クラドノ郡           |
| 095    | ズロニツェ停留所                   | 2.3          | 31.5                    | 32.3               |                                                               | 中央ボヘミア州 | クラドノ郡           |
| 095    | ズロニツェ駅                       | 1.2          | 32.7                    | 33.5               | 110号線（ロウニ方面、クラルピ方面）                           | 中央ボヘミア州 | クラドノ郡           |